# Nepenthesine
Nepenthesine is een protease die voorkomt in de vloeistof van Nepenthes-vangbekers en de bladeren van Drosera peltata, een andere vleesetende plant. Er zijn twee iso-vormen van nepenthesine bekend, namelijk nepenthesin I en nepenthesin II. Andere verteringsenzymen waarvan bekend is dat ze in de vangbekers voorkomen zijn ribonucleasen, lipasen, esterasen en fosfatasen.
De enzymatische eigenschappen van nepenthesine komen sterk overeen met die van pepsine. Het enzym is in staat om in polypeptideketens bij de aminozuurresiduen asparaginezuur, alanine en tyrosine te knippen, en ook tussen lysine en arginine is endoprotease-activiteit waargenomen.
Nepenthesine is in de belangstelling gekomen door zijn opmerkelijke stabiliteit: het enzym doorstaat temperaturen van 50 °C gedurende dertig dagen over een breed pH-bereik. Waarschijnlijk is dit een aanpassing van de enzymen aan hun tropische habitat. In ureum of guanidiniumchloride is nepenthesine aanzienlijk minder stabiel.